# Hypsipteryx
Hypsipteryx is een geslacht van wantsen uit de familie van de Hypsipterygidae. Het geslacht werd voor het eerst wetenschappelijk beschreven door Carl John Drake in 1961.

## Soorten
Het genus bevat de volgende soorten:

- Hypsipteryx ecpaglus Drake, 1961
- Hypsipteryx hoffeinsorum Bechly & Wittmann, 2000
- Hypsipteryx machadoi Drake, 1961
- Hypsipteryx ugandensis Stys, 1970
- Hypsipteryx vasarhelyii Rédei, 2007